# Comté de Wheeler (Nebraska)
Pour les articles homonymes, voir Comté de Wheeler.
Le comté de Wheeler est un comté de l'État du Nebraska, aux États-Unis. Son siège est la ville de Bartlett.